# Премія імені Меші Селимовича (БіГ)
Премія імені Меші Селимовича — літературна нагорода за найкращий роман року Боснії і Герцеговини, Сербії, Хорватії та Чорногорії, виданий мовами цих країн.
Премію засновано 2001 року. Починаючи з 2002 року її щорічно вручають переможцеві під час літературних зустрічей «Cum grano salis» у Тузлі. Нагорода складається зі статуетки «Чорнильниця і перо» (роботи Пере Єлисича) та грошової премії.

## Лауреати
- 2002 — Маринко Кощець (Хорватія)
- 2003 — Ірфан Хорозович (Боснія і Герцеговина)
- 2004 — Івиця Джикич (Хорватія)
- 2005 — Огнєн Спахич (Чорногорія)
- 2006 — Саня Домазет (Сербія)
- 2007 — Милєнко Єргович (Хорватія)
- 2008 — Мирко Ковач (Хорватія)
- 2009 — Беким Сейранович (Хорватія, Боснія і Герцеговина)
- 2010 — Миряна Джурджевич (Сербія)
- 2011 — Людвіг Бауер (Хорватія)
- 2012 — Фарук Шехич (Боснія і Герцеговина)
- 2013 — Милорад Попович (Чорногорія)
- 2014 — Іван Ловренович (Боснія і Герцеговина)
- 2015 — Філіп Давид (Сербія)
- 2016 — Слободан Шнайдер (Хорватія)
- 2017 — Андрей Ніколаїдіс (Чорногорія)
- 2018 — Семездін Мехмединович (Боснія і Герцеговина)